# ضم هولندا للأراضي الألمانية بعد الحرب العالمية الثانية

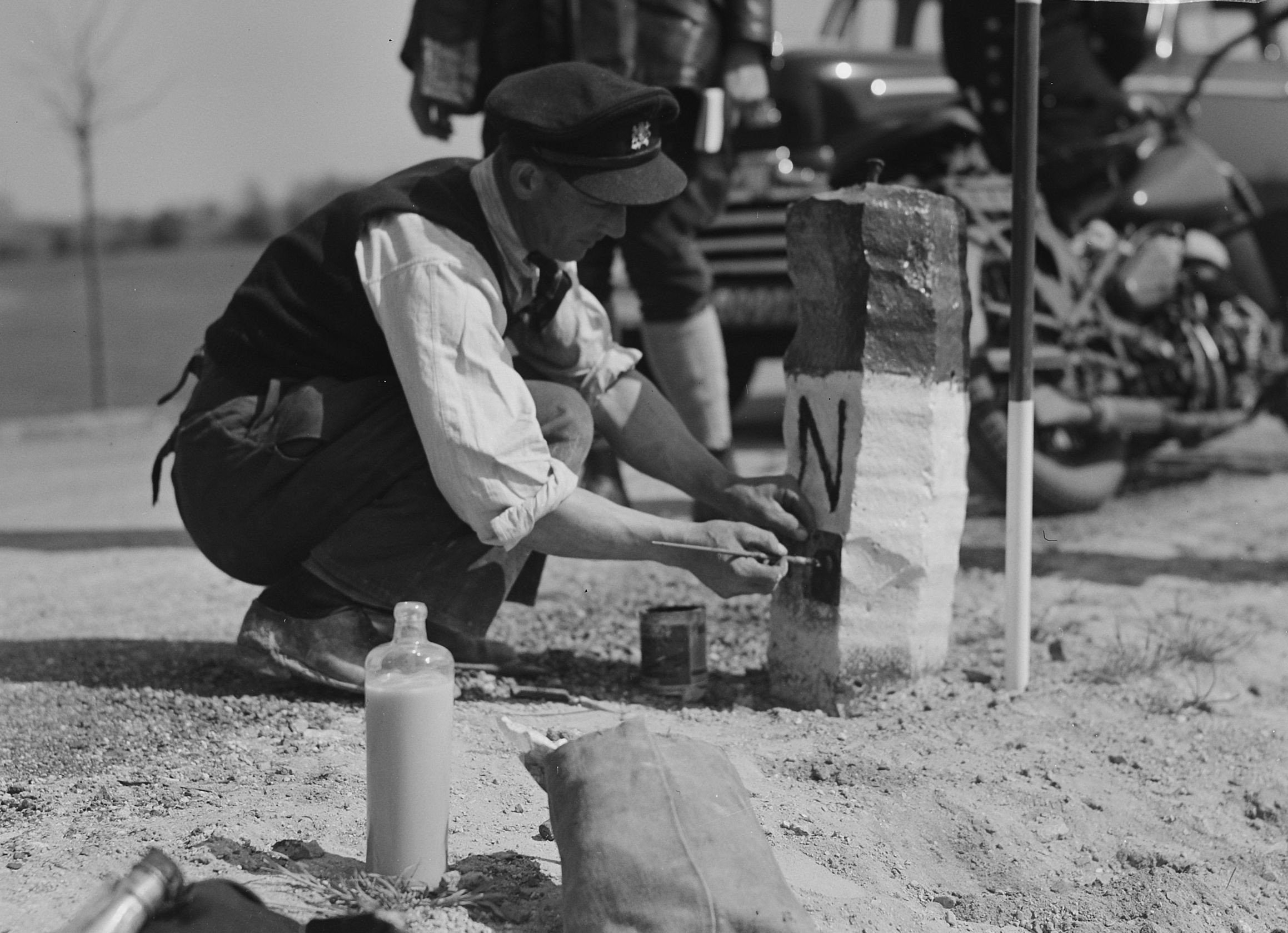
علامة حدود يتم رسمها في إلتن، 1949. أُعيدت القرية إلى أيدي ألمانيا في عام 1963.

في نهاية الحرب العالمية الثانية، وضعت هولندا خطط لضم الأراضي الألمانية كتعويض عن الأضرار الناجمة عن الحرب. في أكتوبر 1945، طلبت الدولة الهولندية من ألمانيا تعويضات بقيمة 25 مليار غيلدر. في فبراير 1945، تم وضعها بالفعل في مؤتمر يالطا الذي لن يتم تقديم تعويضات في شكل نقدي. كانت الخطة التي صاغتها معظم التفاصيل هي تلك التي وضعها Frits Bakker Schut [الإنجليزية] ، وبالتالي أصبحت تعرف باسم خطة باكر شوت.
تضمنت هذه الخطة، في أكثر أشكالها طموحًا، مدن كولونيا وآخن ومونستر وأوسنابروك، وكانت ستوسع المنطقة الأوروبية للبلاد بنسبة 30 إلى 50 في المائة. كان على السكان المحليين إما رحيلهم أو يتحدثون بلهجات الألمانية المنخفضة الأصلية أي الهولندية. تم إسقاط الخطة إلى حد كبير بعد رفض الولايات المتحدة لها. في النهاية، بلغت مساحتها الإجمالية 69 كـم2 (27 ميل2) التي تم تخصيصها لهولندا. عاد كل هذا تقريبا إلى ألمانيا الغربية في عام 1963 بعد أن دفعت ألمانيا لهولندا مبلغ 280 مليون مارك ألماني.
تم توصيف العديد من الألمان الذين يعيشون في هولندا ك«رعايا أعداء» بعد انتهاء الحرب العالمية الثانية وضعو في معسكر اعتقال في عملية تسمى بلاك توليب. تم ترحيل ما مجموعه 3,691 ألمانيًا في نهاية المطاف.

## تحرير
في السنة الأولى التي تلت تحرير هولندا في مايو 1945، حيث تم نشر العشرات من المنشورات والكتيبات التي نوهت لضم أراضي الرايخ الألماني السابق، ويفضل أن يكون ذلك دون وجود السكان الألمان المرافقين لهم. طرح العديد من الأشخاص ذوي المكانة الرفيعة، بمن فيهم وزير الخارجية إيلكو فان كليفنس، أفكارهم الخاصة فيما يتعلق بالضم في هذه المنشورات. تباينت الآراء على نطاق واسع فيما يتعلق بحجم الأراضي التي ينبغي ضمها. أراد بعض الناس بعض التصحيحات الحدودية، ورسم آخرون الحدود الجديدة الماضية هامبورغ.
انضم أنصار الضم في العديد من اللجان المحلية. في 19 يونيو 1945، تم تأسيس لجنة لاهاي لدراسة مسألة التوسع الإقليمي الهولندي. أثناء اجتماع لهذه اللجنة في 12 يوليو 1945، تقرر تقسيم اللجنة في التوسع الإقليمي لمجموعة الدراسات (Studiegroep Gebiedsuitbreiding)، برئاسة Ph.J. Idenburg ، ولجنة العمل (Comité van Actie)، والتي كان دورها الأساسي هو تعليم السكان الهولنديين حول خطط التوسع.
بعد ستة أيام، تم تغيير اسم اللجنة الأخيرة إلى اللجنة الهولندية للتوسع الإقليمي. وترأسها وزير المالية السابق يوهانس فان دن بروك. في 25 أغسطس 1945، أسس الوزير فان كليفنز لجنة الدولة لدراسة مسألة الضم، والتي كلفت بكتابة تقرير نهائي بشأن مسألة الضم بحلول مايو 1946.
أنشأ التوسيع الإقليمي لمجموعة الدراسات العديد من المجموعات التي أبلغت عن نتائجها. يستند الحكم النهائي للجنة الدولة إلى حد كبير على نتائج مجموعة الدراسة هذه. نشرت اللجنة الهولندية للتوسع الإقليمي حول تقدم مجموعة الدراسة من خلال إعطاء الكتيبات وإلقاء المحاضرات. ومع ذلك، فإن مسألة الضم أدت إلى مناقشات مكثفة، والتي دفعت مجموعات معينة إلى السير بطريقتها الخاصة ومن بين أمور أخرى وجدت لجنة الضم التابعة لمؤسسة الزراعة.

## خطة باكر شوت
كان باكر شوت رئيس الخدمة الوطنية للخطة الوطنية، وسكرتير اللجنة الهولندية للتوسع الإقليمي، وعضواً في لجنة الدولة لدراسة مسألة الضم والتوسع الإقليمي لمجموعة الدراسات. في خطته للتوسع، اقترح ضم جزء كبير من شمال غرب ألمانيا. ستتم إضافة كل الأراضي الواقعة إلى الغرب من خط فيلهلمسهافن - أوسنابروك - هام - فيزل إلى هولندا، وكذلك الأرض الواقعة شرق ليمبورغ، حيث اتبعت الحدود نهر الراين حتى بالقرب من كولونيا، ثم تباعدت باتجاه آخن في الغرب.
في الخيار إيه (أ) من الخطة، من بين مدن أخرى تم ضم مدن آخن وكولونيا ومونستر وأولدنبورغ وأوسنابروك. أطلق بيكر شوت على هذا الحد فيسر وانتهى بكتاباته بشعار Nederland's grens kome aan de Wezer (حدود هولندا تكون في فيسر). في خطة بي (ب) الأصغر، لم يتم ضم مدن كولونيا -مونشنغلادباخ ونيوس- في راينلاند الغربية. في الخيار الثالث، الخطة سي (ت)، كان الضم المقترح أصغر بكثير. وشملت منطقة غرب فاريل وإيمسلاند بأكملها، والمنطقة المحيطة بفيسيل وصولا بالقرب من دوقية كليفز.

### المناطق المراد ضمها

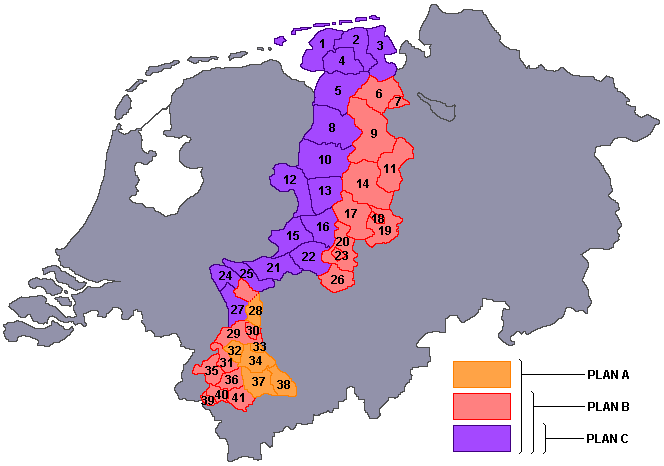
خطة باكر شوت. إلى اليسار توجد هولندا، وإلى اليمين يوجد الجزء الألماني المعروف باسم ساكسونيا السفلى وشمال الراين - وستفاليا. المناطق الملونة في الوسط هي الأجزاء المقترحة للضم بواسطة هولندا.

المناطق التي كان من المقرر ضمها وفقًا لخطة باكر شوت هي المناطق والمدن الموجودة آنذاك.

## الخلاف
نشأ خلاف في مجلس الوزراء الهولند حول مسألة الضم. قام فان كليفنز بتشجيع التوسع الإقليمي، في حين أن وزير الشؤون الاجتماعية ويليم دريس (فيما بعد رئيس الوزراء) كان ضده وبشدة. عمومًا، كان الاشتراكيون ضد الضم وعارضه البروتستانت والليبراليون. رأى الكاثوليك مزايا في التوسع الإقليمي وأساساً كوسيلة لمنح المزارعين بالقرب من الحدود مساحة أكبر، ولأن الأراضي الألمانية التي سيتم ضمها كانت في الغالب كاثوليكية، بحيث زاد عدد السكان الباقين من نسبة الكاثوليك في هولندا.
اعترضت الكنائس الهولندية على عمليات الطرد الجماعي المقترحة، لأنه في نظرهم لم يكن بالإمكان إدانة السكان الألمان بجرائم النازيين خلال الحرب العالمية الثانية. لم يكن رئيس الوزراء فيم شيرمرهورن مؤيدًا لضم الأراضي الألمانية، لكن الملكة فيلهلمينا مؤيد نشطة لخطة الضم حيث حثته بقوة على البدء في التفاوض مع الحلفاء. في عام 1946، باسم الحكومة الهولندية، ادعى رسميا باحقية الحصول على 4,980 كـم2 (1,920 ميل2) من الأراضي الألمانية، التي لم تكن حتى نصف المساحة التي تصورها فان كليفنز. سيتم رسم الحدود الهولندية الألمانية من فالس عبر وينترزويك إلى نهر إمز بحيث يعيش 550 ألف ألماني داخل الحدود الوطنية الهولندية.

## التنفيذ
في عام 1947، تم رفض الضم المخطط له على نطاق واسع من قبل مفوضية الحلفاء، على أساس أن ألمانيا ضمت بالفعل 14000000 لاجئ طردو بموجب قرار الضم في الشرق وأن المنطقة المتبقية لا يمكنها احتمال مع المزيد من اللاجئين. علاوة على ذلك، اعتبر الحلفاء (ولا سيما الأمريكيون) أنه من الضروري وجود ألمانيا الغربية مستقرة في ضوء الحرب الباردة القادمة.
في مؤتمر لوزراء خارجية قوات الاحتلال الغربية المتحالفة في لندن (14 يناير حتى 25 فبراير 1947)، ادعت الحكومة الهولندية (مجلس الوزراء الأول) أحقيتها بضم مساحتها 1,840 كيلومتر مربع (710 ميل2). شمل هذا الادعاء إلى جانب جزيرة بوركوم، أجزاء كبيرة من إمسلاند وبنتهايم ومدن آهاوس وريس وكليف وإركلنز وجيلينكيرشن وهينسبرغ؛ والمناطق المحيطة بهذه المدن.
في عام 1946، كان حوالي 160,000 نسمة يقطنون في هذه المنطقة، أكثر من 90٪ منهم يتحدثون الألمانية. كانت هذه الخطة عبارة عن نسخة مبسطة للغاية من الخيار سي لخطة Bakker-Schut. اعتبر الحزب الكاثوليكي الشعبي هذا الاقتراح صغيرًا جدًا، في حين رفض الحزب الشيوعي الهولندي أي نوع من التعويضات على شكل توسع إقليمي.
سمح مؤتمر لندن الذي عُقد في 23 أبريل 1949 بإجراء تعديلات حدودية بعيدة المدى. تحركت في الساعة 12 ظهرًا من ذلك اليوم القوات الهولندية لاحتلال مساحة 69 كيلومتر مربع (17,000 أكر) ، حيث كانت أكبر أجزاء منوي السيطرة عليها Elten (بالقرب من إميريش آم راين) وسيلفكانت. تم تنفيذ العديد من التصحيحات الحدودية الصغيرة، معظمها بالقرب من أرنهيم ودينكسبيرلو. في ذلك الوقت، كان يسكنها ما يقرب من 10000 شخص.

## الإرجاع

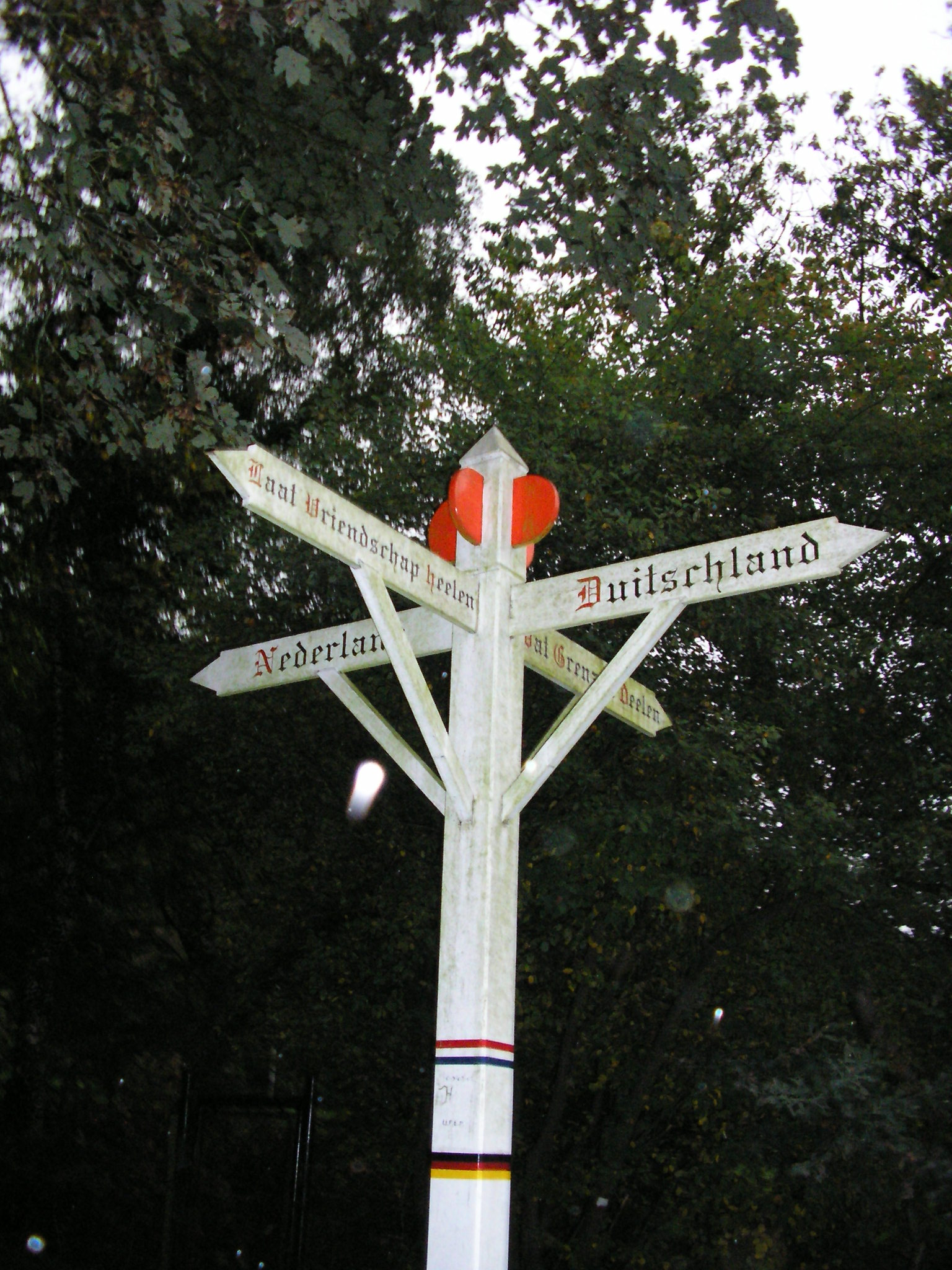
نسخة طبق الأصل من العلامة الحدودية الهولندية- الألمانية القديمة

ابتداءً من مارس 1957، تفاوضت ألمانيا الغربية على إعادة هذه المناطق مع هولندا. أدت هذه المفاوضات إلى اتفاق ((بالألمانية: Vertrag vom 8. April 1960 zwischen der Bundesrepublik Deutschland und dem Königreich der Niederlande zur Regelung von Grenzfragen und anderen zwischen beiden Ländern bestehenden Problemen)‏ باختصار: Ausgleichsvertrag، أي معاهدة التسوية)  وضعت في لاهاي في 8 أبريل 1960 والتي وافقت فيها ألمانيا الغربية على دفع 280 مليون مارك ألماني لاستعادة كلا من Elten وSelfkant وSuderwick ، باسم اتفاقية لوكسمبورغ.

## روابط خارجية
- مقابلة مع بيري لاوخوف، وزير البعثة في المستشار السياسي الأمريكي لألمانيا، برلين، 1945-1949، يصف كيف حاولت هولندا من بين الدول الأخرى الاستيلاء على الأراضي الألمانية في عام 1949.
- «إيش Duitschen grond!» نظرة شاملة، باللغة الهولندية.
- دراسة الحدود الدولية رقم 31 - 6 أبريل 1964 ألمانيا - الحدود الهولندية. مكتب الجغرافيا التابع لمكتب جغرافيا الاستخبارات والبحوث (MAP })
- zenze schulden zijn hún schuld صور مع النسخ والترجمة الإنجليزية لكتيب مؤيد للضم نُشر في عام 1945.